# Валерій Максим Василь
Валерій Максим Василь (лат. Valerius Maximus Basilius, 330 — після 364) — державний діяч часів Римської імперії.

## Життєпис
Походив зі патриціанського роду Валеріїв Мессалів, що вів родовід від роду Віпстанів Мессалів. Син Луція Валерія Максима Василя, консула 327 року, та Вулкації (пов'язана з родом Нераціїв).
Завдяки родинним зв'язкам розпочав успішну кар'єру. Доволі швидко став сенатором. Одружився з представницею знатного іспанського християнського роду. При цьому сам залишався поганином.
Як проконсул керував провінцією Ахая, проте рік достеменно невідомий. У 361 році призначається міським префектом Рима. На цій посаді перебував до 363 року. Оскільки був прихильником імператора Юліана, у 363 або 364 року призначено презідом та відправлено до Іспанії, фактично у заслання. Тут у 364 або 365 році Валерій Максим помер разом зі старшим сином.

## Родина
Дружина — Меланія Старша, донька консуляра Марцелліна.
Діти:
- Валерій Максим
- Валерій Публікола, чоловік Цейонії Альбіни
- Валерія